# Coppa Transatlantica
La Coppa Transatlantica (nome completo: Transatlatinc Intercontinental Cup - Coppa Euroamericana "James & Thomas Hogg") è una competizione calcistica internazionale ad inviti, riservata a club europei, sudamericani e centro-nordamericani disputata ad intervalli irregolari a partire dal 1966, a carattere amichevole. La Coppa ha avuto due diverse versioni: una prima versione degli anni '60 (per le edizioni del 1966 e del 1967) ed una seconda versione a partire dagli anni '70, simile nell'aspetto all'allora Coppa Intercontinentale. A partire dall'edizione del 2013, la competizione ha assunto una strutturazione più omogenea ed una cadenza annuale con la partecipazione riservata esclusivamente a squadre dell'Uefa e della Conmebol che indicano anche le singole squadre partecipanti; all'originaria denominazione di Coppa Transatlantica Intercontinentale è stata associata anche la denominazione di Copa EuroAmericana "James & Thomas Hogg"; inoltre alla coppa assegnata alla squadra di club vincitrice, viene parallelamente associato un trofeo denominato per l'appunto "James and Thomas Hogg" che viene assegnato alla confederazione (Uefa, Conmebol o Concacaf) vincitrice a seguito di una classifica stilata sulla base dei risultati complessivi delle singole squadre partecipanti. La formula e la partecipazione al Torneo (appoggiato dalle confederazioni continentali, ma non organizzato dalle stesse; l'incombenza viene assegnata ad un comitato istituito ad hoc) sono state modificate nel corso del tempo, prevedendosi nelle diverse edizioni un numero sempre maggiore di partecipanti, tredici squadre nell'edizione del 2014 vinta dagli italiani della Fiorentina.
L’edizione del 2015 viene “sdoppiata”, con la coppa tradizionale che viene assegnata alla squadra vincitrice della sfida challenge tra la vincitrice della Copa Sudamericana (River Plate) e la squadra vincitrice dell’Europa League (Siviglia) ed il Trofeo James and Thomas Hogg che viene assegnato alla Confederazione vincitrice di una speciale classifica che tenga conto delle sfide challenge della competizione tra le diverse squadre di club ammesse al Torneo. La competizione per confederazioni viene così vinta dal Sud America (con le squadre Barcelona SC, il Deportivo Cali, il Peñarol ed il San Lorenzo) mentre la sfida challenge tra club viene vonta dal River Plate che batte il Siviglia.
Dall’edizione del 2016, la competizione si riunifica e al nome originario viene affiancata la denominazione di Supercoppa Euro-Americana; l’assegnazione dei titoli si basa direttamente sulla sfida tra le vincitrici di Coppa Sudamericana e di Europa League che si contendono la coppa riservata al club, mentre la confederazione di appartenenza del club vincitrice si aggiudica il Trofeo di pertinenza. Nel 2016 la coppa va al Siviglia e di conseguenza il Trofeo James & Thomas Hogg viene assegnato all’Europa.

## Albo d'Oro per squadre
| Anno | Vincitore        |
| ---- | ---------------- |
| 1966 | Santos           |
| 1967 | Roma             |
| 1968 | Cruz Azul        |
| 1974 | Benfica          |
| 1976 | Boca Juniors     |
| 1977 | Roma             |
| 1980 | N.Y. Cosmos      |
| 1981 | Seattle Sounders |
| 1982 | Chicago Sting    |
| 1983 | N.Y. Cosmos      |
| 1984 | N.Y. Cosmos      |
| 1987 | Vasco da Gama    |
| 1999 | Atlético Mineiro |
| 2013 | Atlético Madrid  |
| 2014 | Fiorentina       |
| 2015 | River Plate      |
| 2015 | Barcelona SC     |
| 2015 | Peñarol          |
| 2015 | San Lorenzo      |
| 2015 | Deportivo Cali   |
| 2016 | Siviglia         |

## Albo d'Oro per Confederazioni Continentali
| Anno | Vincitore             | 2º posto           | Risultato |
| ---- | --------------------- | ------------------ | --------- |
| 2013 | Europa                | America            | 6-2       |
| 2014 | Europa                | America            | 5-4       |
| 2015 | America (River Plate) | Europa (Siviglia)  | 1-0       |
| 2016 | Europa (Siviglia)     | America (Santa Fe) | 2-1       |

## Le singole edizioni

### Prima edizione 1966 - Champions Cup
La prima edizione del Torneo, denominata Champions Cup, venne organizzata per l'estate del 1966 a New York e vide la partecipazione dei brasiliani del Santos, dei portoghesi del Benfica e dei greci dell'AEK Atene. La vittoria finale arrise al Santos di Pelé.
- 21/8/1966 Randalls Island Stadium

 Santos- Benfica 4-0
Reti: Toninho 18, Edu 37, Pelé 45, Zito 79 
- 25/8/1966 Yankee Stadium

 Santos- AEK Atene 1-0
Rete: Toninho 27 
- 28/8/1966 Shea Stadium

 Benfica- AEK Atene 2-2
```
1.Santos FC 4 2 2-0-0 5-0
2.AEK Atene 1 2 0-1-1 2-3
3.SL Benfica 1 2 0-1-1 2-6
```

### Seconda edizione 1967 - Coppa Interatlantica
La seconda edizione del Torneo, denominata Coppa Interatlantica, venne disputata nel marzo 1967 in una sfida con match di andata e ritorno tra gli italiani della Roma ed i brasiliani del Flamengo. Le due sfide vennero disputate al Kezar Stadium di San Francisco e al Downing Stadium di New York. La vittoria finale arrise alla Roma nel doppio confronto.
23/3/1967 ore 20:30: San Francisco - Kezar Stadium - Andata
- Roma- Flamengo Rio de Janeiro 2-1

Roma: Pizzaballa (1' st Ginulfi); Sirena, Carpenetti (1' st Sensibile); Carpanesi, Losi (20' st Carpenetti), Ossola; Colausig (1' st Pellizzaro), Peirò, Schütz (1' st Enzo), Tamborini, Barison.
Allenatore: Pugliese.
Flamengo Rio de Janeiro: Ivan; Merrinho, Mario Braga (1' st Nico); Gilson, Derci, Walter; Marquez (1' st Clair e poi 38' st Carlos), Juarez, Daniel, Fio, Denis.
Allenatore: Flavio Costa.
Arbitro: Rigo Bolanos (San Salvador)
Reti: 38' pt Peirò, 2' st Walter, 25' st Barison
- 26/3/1967 ore 15:00: New York - Downing Stadium - Ritorno

 Roma- Flamengo Rio de Janeiro 1-1
Roma: Pizzaballa (1' st Ginulfi); Sirena, Sensibile; Carpanesi, Carpenetti, Ossola; Colausig (1' st Pellizzaro), Peirò, Schütz (1' st Enzo), Tamborini, Barison.
Allenatore: Pugliese.
Flamengo Rio de Janeiro: Ivan; Merrinho, Mario Braga; Gilson, Nico, Walter; Derci, Cesar Lemos (1' st Carlinho), Daniel (1' st Juarez), Fio, Denis.
Allenatore: Flavio Costa.
Arbitro: Chippendale (Stati Uniti)
Reti: 20' st Enzo, 45' st Derci

### Terza edizione 1968 - Coppa Coppa Intercontinentale CONCACAF-UEFA
La terza edizione del Torneo venne organizzata inizialmente dall'UEFA e dalla CONCACAF ed avrebbe previsto una sfida con gara di andata e ritorno da disputarsi nell'autunno/inverno del 1968 tra il Milan vincitore della Coppa dei Campioni ed il Cruz Azul vincitore della Coppa dei Campioni del CONCACAF. Tuttavia, il Milan declinò l'invito perché la formula della manifestazione prevedendo un doppio confronto andata/ritorno, avrebbe comportato un impegno piuttosto gravoso sia in termini economici che logistici. A quel punto l'UEFA tolse il patrocinio all'iniziativa la cui organizzazione rimase esclusivamente in mano alla CONCACAF. Sarà il Manchester United, vincitore del Vecchio Continente nella stagione immediatamente precedente, a sostituire il Milan e a disputare così la finale che vide prevalere nel doppio confronto i messicani (3-0 3 1-1).
- Cruz Azul- Manchester Utd 3-0 (a Città del Messico) - 1-1 (a Manchester)

### Quarta edizione 1974 - Coppa Joao Havelange
La quarta edizione del Torneo, intitolata all'allora presidente della FIFA João Havelange, venne disputata nell'estate del 1974 e vide la partecipazione del Benfica, del Cruzeiro, del Cruz Azul e dell'América. La vittoria arrise ai portoghesi del Benfica. Tutti gli incontri vennero disputati al Memorial Coliseum di Los Angeles.
- Semifinali
- 7/8/1974:  Benfica- Cruzeiro 5-3
- 9/8/1974: América- Cruz Azul 2-1 (sup)

Finale Terzo Posto
- 11/8/1974:  Cruzeiro- Cruz Azul 3-2

Finale Primo Posto
- 11/8/1974:  Benfica-América 3-2

### Quinta edizione 1976 - Coppa dell'Indipendenza
La quinta edizione del Torneo, denominata Coppa dell'Indipendenza, venne disputata nel maggio del 1976 in una sfida secca con gare di andata e ritorno tra la Roma e gli argentini del Boca Juniors. La vittoria arrise nel doppio confronto al Boca Juniors. Le sfide vennero disputate allo Shea Stadium di New York e allo Stadio Olimpico di Montréal.
22/6/1976: New York - Andata
- Roma- Boca Juniors Buenos Aires 1-0

Roma: Paolo Conti; Peccenini, Rocca; Cordova, Batistoni, Santarini; Negrisolo, Morini, Prati (1' st Pellegrini), De Sisti, Petrini.
A disposizione: Quintini, Di Bartolomei, Orazi.
Allenatore: Liedholm.
Boca Juniors Buenos Aires: Gatti; Tesare, Tarantini; Pernia, Sugnè (1' st Ribolsi), Gutierrez; Rios (26' st Salas), Benitez, Trobiani, Cambon (1' st Taverna), Diaz.
A disposizione: Biasutto, Ovide.
Allenatore: Lorenzo.
Arbitro: D'Ippolito (Stati Uniti).
Rete: 45' st Pellegrini.
- 25/6/1976: Montreal - Ritorno

 Roma- Boca Juniors Buenos Aires 1-2
Roma: Paolo Conti; Peccenini, Rocca; Cordova, Santarini, Batistoni; Negrisolo (1' st Di Bartolomei), Morini, Pellegrini, De Sisti, Petrini.
A disposizione: Quintini, Orazi.
Allenatore: Liedholm.
Boca Juniors Buenos Aires: Biasutto; Tesare, Ovide; Pernia, Salas, L. Sotelo; Rios, Alves, Taverna, Ribolsi, Diaz (1' st A. Sotelo).
A disposizione: Paterno, Quintieri.
Allenatore: Lorenzo.
Arbitro: Ben Fusco (Canada).
Reti: 22' pt (aut.) Santarini, 14' st Di Bartolomei, 40' st Alves.

### Sesta edizione 1977 - Coppa dell'Indipendenza
La sesta edizione del Torneo, denominata anch'essa Coppa dell'Indipendenza e sponsorizzata dalla rivista Italian American News, venne disputata nel maggio del 1977 in una sfida secca tra l'A.S. Roma e gli statunitensi dell'Apollo New York. La vittoria arrise ai giallorossi che vinsero per 2-0. La sfida venne disputata all'Empire Stadium.
29/5/1977 ore 18:00
Apollo New York- Roma 0-2
Apollo New York: Van Eron; Tyson, Christoforides; Dawidcynsky, McCouville, Power (1' st Peddy); Ravel (30' pt Kilev), Garcia, Franco, Towers, Breton.
Allenatore: Bryant.
Roma: Conti Paolo (1' st Quintini); Sandreani, Maggiora; Rocca (6' pt Sabatini), Santarini (cap.), Chinellato; Conti Bruno (14' st Bacci), Boni, Di Bartolomei, De Sisti, Prati (14' st Musiello).
Allenatore: Trebiciani.
Arbitro: De Albis (Stati Uniti).
Reti: 35' pt Maggiora, 40' pt Boni.

### Settima edizione 1980 - Trans-Atlantic Challenge
Dal 1980 la necessità di diffondere l'interesse del calcio nel continente nordamericano facilitò l'organizzazione annuale del Torneo che si svolse regolarmente fino al 1984. Tratto comune di queste edizioni fu la vittoria in tutte le edizioni di una compagine della Concacaf; in tutte queste edizioni inoltre gli incontri vennero disputati al Giants Stadium di New York, coinvolgendo solo parzialmente altre città statunitensi e canadesi come Vancouver, Chicago e Seattle.
- 21/5/1980  N.Y. Cosmos- Manchester City 3-2
- 21/5/1980  Vancouver Whitecaps Vancouver- Roma 1-1 (a Vancouver)
- 24/5/1980  N.Y. Cosmos- Roma 5-3
- 24/5/1980  Vancouver Whitecaps Vancouver- Manchester City 5-0 (a Vancouver)
- 27/5/1980  N.Y. Cosmos- Vancouver Whitecaps Vancouver 1-1
- 27/5/1980  Manchester City- Roma 3-2

```
1.New York Cosmos 3 2-1-0 9-6 5
2.Vancouver Whitecaps 3 1-2-0 7-2 4
3.Manchester City 3 1-0-2 5-10 2
4.Roma 3 0-1-2 6-9 1
```

### Ottava edizione 1981 - Trans-Atlantic Challenge
- 11/7/1981  Seattle Sounders- Southampton 3-1 (a Seattle)
- 12/7/1981  N.Y. Cosmos-Celtic 2-0
- 15/7/1981  Seattle Sounders-Celtic 2-1 (a Seattle)
- 15/7/1981  N.Y. Cosmos- Southampton 2-1
- 17/7/1981  N.Y. Cosmos- Seattle Sounders 3-3
- 17/7/1981 Celtic- Southampton 2-1

```
1.Seattle Sounders
[
5
]
 3 2-1-0 8-5 5
2.New York Cosmos
[
6
]
 3 2-1-0 7-4 5
3.Glasgow Celtic 3 1-0-2 3-5 2
4.Southampton 3 0-0-3 3-7 0
```

### Nona edizione 1982 - Trans-Atlantic Challenge
- 26/5/1982  N.Y. Cosmos- Napoli 2-2
- 27/5/1982 Chicago Sting-Nacional Montevideo 0-0 (a Chicago)
- 29/5/1982  N.Y. Cosmos-Nacional Montevideo 3-1
- 29/5/1982 Chicago Sting- Napoli 3-1 (a Chicago)
- 31/5/1982 Chicago Sting- N.Y. Cosmos 4-3
- 31/5/1982  Napoli-Nacional Montevideo 3-0

```
1.Chicago Sting
[
7
]
 3 2-1-0 7-4 5
2.New York Cosmos 3 1-1-1 8-6 3
3.Napoli 3 1-1-1 6-5 3
4.Nacional Montevideo 3 0-1-2 1-6 1
```

### Decima edizione 1983 - Trans-Atlantic Challenge
La decima edizione della Coppa Trans-Atlantic Challenge 1983 cominciò il 30 maggio.
- 30/5/1983  N.Y. Cosmos- Fiorentina 4-1 (a New York)
- 30/5/1983  Seattle Sounders-São Paulo 4-2 (a Seattle)
- 1/6/1983  Seattle Sounders- Fiorentina 0-1 (a Seattle)
- 2/6/1983  N.Y. Cosmos-São Paulo 2-3
- 5/6/1983  Fiorentina-São Paulo 5-3 (a New York)
- 5/6/1983  N.Y. Cosmos- Seattle Sounders 4-1

```
1.New York Cosmos
[
9
]
 3 2-0-1 10-5 4
2.Fiorentina 3 2-0-1 7-7 4
3.Seattle Sounders 3 1-0-2 5-7 2
4.São Paulo 3 1-0-2 8-11 2
```

### Undicesima edizione 1984 - Trans-Atlantic Challenge
Semifinali
- 28/5/1984  N.Y. Cosmos- Barcellona 5-3
- 28/5/1984  Udinese- Fluminense 1-1 (4-2 rig)

Finale Terzo Posto
- 3/6/1984  Barcellona- Fluminense 2-2 (7-6 rig)

Finale
- 3/6/1984  N.Y. Cosmos- Udinese 4-1

### Dodicesima edizione 1987 - Copa de Oro
La dodicesima edizione del Torneo, denominata Copa de Oro, venne disputata nell'estate del 1987 interamente al Memorial Coliseum di Los Angeles. La vittoria finale arrise ai brasiliani del Vasco da Gama, che oltre ad aggiudicarsi la coppa per club, riportarono il trofeo per confederazioni nelle mani della CONMEBOL.
Prima Fase: Gruppi
Gara 1: 11/6/1987
- América- Vasco da Gama 0-5
- Guadalajara- Rosario Central 0-1

Gara 2: 15/6/1987
- Guadalajara- Dundee Utd 2-0
- América- Roma 1-2

Gara 3: 17/6/1987
- Rosario Central- Dundee Utd 3-1
- Roma- Vasco da Gama 0-0

Gruppo 1
```
1.Vasco da Gama 2 1-1-0 5-0 3
2.Roma 2 1-1-0 2-1 3
3.América 2 0-0-2 1-7 0
```

Gruppo 2
```
1.Rosario Central 2 2-0-0 4-1 4
2.Guadalajara 2 1-0-1 2-1 2
3.Dundee United 2 0-0-2 1-5 0
```

Semifinali: 20/6/1987
- Rosario Central- Roma 1-1 (6-5 rig)
- Vasco da Gama- Guadalajara 1-1 (5-4 rig)

Finale Terzo Posto: 21/6/1987
- Guadalajara- Roma 4-2

Finale: 21/6/1987
- Vasco da Gama- Rosario Central 2-1

### Tredicesima edizione 1999 - Millennium Cup
La tredicesima edizione del Torneo fu l'ultima del secolo e del Millennio, e per questo venne denominata Millennium Cup. Venne disputata nel 1999 con una sfida secca tra gli scozzesi del Rangers ed i brasiliani dell'Atletico Mineiro. La coppa anche in questa edizione prese la via del Sudamerica. L'incontro venne disputato a Miami presso l'Orange Bowl.
17/1/1999
- Atlético Mineiro-Rangers 2-2 (5-4 rig.)

### Quattordicesima edizione 2013 - Copa EuroAmericana
Per avere una nuova edizione della Coppa Transatlantica si dovette attendere il 2013 con l'istituzione della Coppa EuroAmericana e l'esordio di un nuovo trofeo, denominato James & Thomas Hogg. Il nuovo formato della competizione prevede l'invito di squadre europee, sudamericane e centro-nordamericane (queste ultime due riunite sotto l'unica bandiera dell'America), con l'assegnazione della Coppa al Club che riporti più vittorie nel corso delle sfide e alla confederazione (UEFA o CONMEBOL - CONCACAF) unite che riporti il maggior numero di vittorie nelle sfide tra i club. All'edizione del 2013 parteciparono solo squadre europee e sudamericane, all'edizione del 2014 si aggiunsero anche compagini del centro-nordamerica.
Entrambe le edizioni videro la vittoria dell'UEFA, mentre tra i club, riportarono la vittoria gli spagnoli dell'Atlético Madrid nel 2013 e gli italiani della Fiorentina nel 2014.
Risultati
| Arbitro: | Eduardo Gamboa |

|  |           |                     |
|  | Marcatori | 60’ Marin 83’ Jairo |

| Arbitro: | Maiker Moreno |

|                           |           |                                           |
| Aguilar 39’ Fuenmayor 62’ | Marcatori | 53’ Jackson 64’ Mangala 65’, 90+3’ Varela |

| Arbitro: | Adrián Vélez |

|                                            |                      |                                       |
| Cárdenas 44’                               | Marcatori            | 65’ Coke                              |
| Uribe Arias Nájera Valencia Guisao Murillo | Tiri di rigore 4 – 3 | Rakitić Moreno Coke Jairo Bacca Cotán |

| Arbitro: | Juan Soto |

|  |           |                                      |
|  | Marcatori | 29’, 52’, 72’ Danilo 85’ J. Martínez |

| Arbitro: | Víctor Hugo Carrillo |

|                   |           |                                |
| Caicedo 4’ (rig.) | Marcatori | 72’ Pareja 79’ Jairo 86’ Bacca |

| Arbitro: | Darío Ubriaco |

|            |           |  |
| Zapata 23’ | Marcatori |  |

| Arbitro: | Omar Ponce |

|  |           |               |
|  | Marcatori | 78’ M. Suárez |

| Arbitro: | Saúl Laverni |

|  |           |                    |
|  | Marcatori | 46’, 80’ Baptistão |

### Quindicesima edizione 2014 - Copa EuroAmericana
Si è tenuta in America dal 20 luglio al 2 agosto 2014. Si sono affrontate nove squadre delle confederazioni CONCACAF e CONMEBOL, e quattro provenienti dalla UEFA.
Risultati
| Arbitro: | Hernando Buitrago |

|  |           |                |
|  | Marcatori | 45+1’ Berbatov |

| Arbitro: | Mark Kadlecik |

|                       |           |                                                             |
| Tréllez 63’ Pérez 88’ | Marcatori | 6’ Martial 16’ Berbatov 39’ Fabinho 90+2’ Ferreira Carrasco |

| Arbitro: | Néstor Pitana |

|  |           |           |
|  | Marcatori | 29’ Gómez |

| Arbitro: | Manuel Garay |

|                                                                                            |                      |                                                                                 |
| Guevgeozián 13’ Montes 27’                                                                 | Marcatori            | 56’ Alcácer 62’ Otamendi                                                        |
| Ibáñez Aparicio Trujillo Uribe González-Vigil Kahn Guizasola Molina Donayre Forsyth Ibáñez | Tiri di rigore 9 – 8 | Alcácer Otamendi Gomes Barragán De Paul Fuego Ruiz Ibáñez Gayá Doménech Alcácer |

| Arbitro: | Ramón Hernández |

|                                            |                      |                                      |
| Stephenson Cronin Schuler Francis Barklage | Tiri di rigore 3 – 4 | Siqueira Gabi Miranda M. Suárez Saúl |

| Arbitro: | Enrique Osses |

|           |           |  |
| Muñoz 88’ | Marcatori |  |

| Arbitro: | Roberto García Orozco |

|                                             |                      |                                      |
| R. Jiménez Zúñiga Velasco Burón H. González | Tiri di rigore 3 – 2 | Gabi Siqueira Koke M. Suárez Miranda |

| Arbitro: | Raphael Claus |

|                         |           |           |
| V. Luís 14’ Leandro 35’ | Marcatori | 73’ Rossi |

| Arbitro: | Víctor Carrillo |

|  |           |               |
|  | Marcatori | 33’ Brillante |

### Sedicesima edizione 2015 Sfida Challenge - Copa EuroAmericana
| Arbitro: | Enrique Cáceres |

|            |           |  |
| Kaprof 83’ | Marcatori |  |

### Diciassettesima edizione 2015 Torneo tra Confederazioni - Copa EuroAmericana
Situazione vittorie
| America 3 | Europa 1 |

Risultati
| Arbitro: | Ómar Ponce |

|          |           |  |
| Vera 60’ | Marcatori |  |

| Arbitro: | Juan Pontón Rodríguez |

|                                        |           |                     |
| Casierra 48’ Benedetti 58’ Murillo 85’ | Marcatori | 16’ Charles 60’ Čop |

| Arbitro: | Patricio Loustau |

|  |                      |  |
|  | Tiri di rigore 4 – 3 |  |

| Arbitro: | Jonathan Fuentes |

|           |           |                              |
| Ifrán 23’ | Marcatori | 71’ Čop 79’ Duda 85’ Rosales |

- Si è proclamata campione la confederazione della CONMEBOL: il Barcelona SC, il Deportivo Cali, il Peñarol ed il San Lorenzo.
- Il Peñarol è stato premiato con il trofeo James and Thomas Hogg, come rappresentante della confederazione americana. Il Barcelona SC, il Deportivo Cali ed il San Lorenzo hanno ricevuto una replica della coppa.

### Diciottesima edizione 2016 - Supercopa Euroamericana 2016
| Arbitro: | V. Apple-Chiarella |

|               |           |                                           |
| José Moya 61’ | Marcatori | 20’ Jevhen Konopljanka, 21’ Kevin Gameiro |

## Vittorie per squadra
| Squadre          | Coppe Vinte | Anni             |
| ---------------- | ----------- | ---------------- |
| N.Y. Cosmos      | 3           | 1980, 1983, 1984 |
| Roma             | 2           | 1967, 1977       |
| Santos           | 1           | 1966             |
| Cruz Azul        | 1           | 1968             |
| Benfica          | 1           | 1974             |
| Boca Juniors     | 1           | 1976             |
| Chicago Sting    | 1           | 1982             |
| Seattle Sounders | 1           | 1981             |
| Vasco da Gama    | 1           | 1987             |
| Atlético Mineiro | 1           | 1999             |
| Atlético Madrid  | 1           | 2013             |
| Fiorentina       | 1           | 2014             |
| River Plate      | 1           | 2015             |
| Barcelona SC     | 1           | 2015             |
| Deportivo Cali   | 1           | 2015             |
| Peñarol          | 1           | 2015             |
| San Lorenzo      | 1           | 2015             |
| Siviglia         | 1           | 2016             |